# عملیات زمین سوخته
عملیات زمین سوخته، به درگیری نیروهای مسلح یمن با حوثی‌ها، القاعده و جنبش جنوب یمن و مداخله برخی کشورهای خارجی اشاره دارد که از ۱۱ اوت ۲۰۰۹ آغاز شد و در ۱۲ فوریه ۲۰۱۰ با فرونشستن ناآرامی‌ها و تمایل دوطرف برای مذاکره، پایان یافت.
برخی از ناظران براین باورند که این جنگ، در واقع جنگی میان ایران و عربستان سعودی بود.

## پیشینه
حدود ۴۵ درصد جمعیت یمن را زیدیان تشکیل می‌دهند که در تاریخ یمن از سده ۳ نقش مهمی ایفا کرده‌اند. اسماعیلیان نیز بخشی از شیعیان یمن را تشکیل می‌دهند. این گروه‌ها در گذشته اختلافات و درگیری‌های گسترده‌ای داشتند و گاهی ضد هم اقدام نظامی می‌کرده‌اند. پس از کشته‌شدن حسین الحوثی (از رهبران سرشناس شیعیان یمن که در زمان حیاتش تلاش گسترده‌ای برای نزدیکی طوایف شیعه یمن انجام داده بود) در جنگ با دولت یمن در سال ۲۰۰۴ و تحویل‌ندادن جسد وی به خانواده‌اش، شیعیان تصمیم گرفتند با یکدیگر متحد شده و جبهه واحدی را ضد حکومت یمن که به گفته آنان حقوق شیعیان را به رسمیت نمی‌شناسد و میان آنان و اهل‌تسنن یمن تبعیض قائل می‌شود، تشکیل دهند. آنان نام یگانه‌ای را که برگرفته از نام رهبر خود بود بر خود انتخاب کردند (جنبش حوثی‌ها) و از آن زمان حکومت خودمختار خود را تشکیل داده‌اند که این کار موجب بروز ۶ جنگ میان آنان و حکومت‌های مرکزی یمن شده است.
در سال ۲۰۰۹ این درگیری بالا گرفت و موجب بروز ششمین جنگ میان دوطرف گردید. این درگیری به خاک عربستان سعودی هم کشیده شد و سبب شد ارتش عربستان به مواضع این گروه حمله کند.

## دخالت نظامی عربستان سعودی
درگیری میان نیروهای الحوثی و ارتش عربستان ۵ نوامبر ۲۰۰۹به دنبال کشته‌شدن یک مرزبان عربستانی در خطوط مرزی این کشور با یمن آغاز شد. خبرگزاری آلمان گزارش داده، از ۳ نوامبر یک جنگ علنی میان نظامیان سعودی و شبه‌نظامیان حوثی که شیعه زیدی هستند، در جریان است. گروه حوثی که برای حکومتی شیعی در یمن مبارزه می‌کند، پس از کشتن یک سرباز مرزی و اشغال دو روستای متعلق به عربستان سعودی، مجبور شد با نیروهای مسلح عربستان سعودی رویارو شود. عربستان نسبت به رفتار نظامی ارتش یمن که موجب شد تا نیروهای حوثی به سمت مرزهای عربستان عقب‌نشینی کنند و به جوار مرزهای این کشور برسند معترض است و همین دلیل یمن را متهم می‌کند که نیت سوئی در این کار داشته و می‌خواسته به هر قیمتی شده عربستان را وارد جنگ کند.
سید علی خامنه‌ای، رهبر جمهوری اسلامی ایران، در رابطه با دخالت نظامی عربستان در یمن گفت: سعودی‌ها در این مسئله خسارت خواهند کرد، ضرر خواهند کرد و به هیچ‌وجه پیروز نخواهند شد. دلیل خیلی واضحی دارد؛ دلیلش این است که توانایی‌های نظامی صهیونیست‌ها چندین برابر توانایی نظامی این سعودی‌های کذا و کذا [است]؛ چندین و چند برابر اینها، آن‌ها توانایی نظامی داشتند؛ طرف مقابل آن‌ها هم غزّهٔ یک‌وجبی بود. اینجا طرف مقابل یک کشور است، یک کشور ده‌ها میلیونی؛ یک ملّت، کشور پهناور و وسیع. اگر آن‌ها توانستند در غزّه پیروز بشوند، اینها هم خواهند توانست در اینجا پیروز بشوند؛ البتّه اگر آن‌ها هم پیروز می‌شدند، باز پیروزی اینها احتمالش صفر بود؛ الان احتمالش زیر صفر است.

### ادعای عربستان
امیر خالد، معاون وزیر دفاع عربستان در یک برنامه تلویزیونی در ۹ آذر ۱۳۸۸ گفت درگیری‌ها در ۳ کیلومتری درون خاک عربستان روی می‌دهند و افزود ما تمامی نیروهای نفوذی به خاک خود را نابود کرده‌ایم.

### ادعای حوثی‌ها
محمد عبدالسلام سخنگوی رسمی حوثی‌ها ادعای عربستان مبنی بر ورود نیروهای حوثی به خاک عربستان را رد کرد و عنوان کرد زمانی با نیروهای سعودی وارد جنگ شدند که آنان می‌خواستند به خاک یمن وارد شوند. همچنین در نامه‌ای که عبدالملک الحوثی برای عمرو موسی، دبیرکل اتحادیه عرب نوشت، توضیح داد که جنگ عربستان با گروه حوثی نقشه‌ای ازپیش طراحی‌شده توسط یمن و عربستان بوده است و عنوان کرد علی عبدالله صالح، رئیس‌جمهور یمن سعی دارد از قدرت ارتش عربستان برای سرکوب حوثی‌ها استفاده کند.
سخنگوی گروه الحوثی از موشک‌باران و بمباران گسترده مناطق شمالی یمن و استان صعده توسط ارتش عربستان سعودی خبر داد. این حملات تلفات غیرنظامی سنگینی را برجای گذاشته است.
حوثی‌ها در بیانیه‌ای در پایگاه اینترنتی خود مدعی شدند که عربستان، بمب فسفری علیه مرزنشینان غیرنظامی شیعه بکاربرده است.

### اخبار مرتبط
در مجموع و بنابر گزارش نهادهای رسمی و غیررسمی در ماه‌های گذشته، بیش از ۱۰۰ هزار شیعه یمنی آواره و صدها تن نیز کشته شده‌اند.
ارتش عربستان یک هفته پس از درگیری مستقیم زمینی با مبارزان الحوثی، در هفته اول دسامبر ۲۰۰۹، در یک اعلام فراخوان از نیروهای ذخیره و احتیاط ارتش خواست که خود را برای شرکت در جنگ معرفی کنند.
ارتش عربستان در این جنگ سه پایگاه نظامی خود را به نام‌های قمرا، الجابری و جبل الدخان از دست داد و این پایگاه‌ها به تصرف مبارزان الحوثی درآمدند.

## ادعای دخالت ایران
مقامات یمن بارها ایران را متهم به دخالت، کمک نظامی و مالی در این درگیری‌ها کردند ولی این ادعا از طرف ایران رد شده است.
همچنین دولت یمن می‌گوید شخصیت‌های تندروی دینی در ایران از شورشیان در این کشور حمایت می‌کنند ولی از متهم کردن دولت ایران خودداری کرده است.
عبدالملک حوثی رهبر حوثی‌ها، اتهام جنگیدن مبارزان این جنبش برای ایران را «اتهامی پوچ و دروغ» خواند و گفت: «ایران دخالتی در امور داخلی یمن ندارد.»

### تظاهرات علیه جمهوری اسلامی
در صنعا، پایتخت یمن، چند صد نفر از مردم علیه جمهوری اسلامی تظاهرات کردند. آنان به دخالت ایران در امور داخلی کشورشان اعتراض داشتند. بسیاری از مردم یمن به پیروی از دولت خود باور دارند که شورشیان شیعه در شمال کشور به تحریک و با حمایت جمهوری اسلامی علیه دولت مرکزی فعالیت می‌کنند.

### موضع‌گیری القاعده
شبکهٔ تروریستی القاعده نیز ایران را به دخالت در درگیری‌های یمن متهم می‌کند. شاخهٔ این سازمان در شبه‌جزیرهٔ عربستان، در اعلامیه‌ای که روز ۱۲ نوامبر ۲۰۰۹ منتشر کرد نوشت: «طمع ایران شیعه برای به دست گرفتن کنترل کشورهای مسلمان، باعث طراحی این نقشه شده که این کشور گروهی شبیه حزب‌الله در مناطق مرزی میان یمن و عربستان سعودی ایجاد کند.»

### موضع‌گیری آمریکا
جفری فلتمن، معاون وزیر امور خارجه آمریکا که در یک کنفرانس امنیت منطقه‌ای در بحرین صحبت می‌کرد، گفت: «بسیاری از دوستان و شرکای ما دربارهٔ احتمال حمایت خارجی از حوثی‌ها صحبت کرده‌اند و نظریات مربوط به حمایت‌های ایران از آنان را شنیده‌ایم.» و افزود: «صادقانه بگویم، ما در این باره اطلاعات مستقلی را در اختیار نداریم.» فلتمن همچنین از کشورهای منطقه خواست جنبه‌های فرقه‌ای درگیری‌های یمن را بزرگنمایی نکنند و تلاش کنند این تنش در داخل یمن کنترل شود؛ و گفت محدود کردن این تنش به نفع منافع آمریکا و کشورهای منطقه است و نباید گذاشت به همسایگان یمن کشیده شود. فلتمن گفت: «فکرمی‌کنم بزرگنمایی اختلاف‌های شیعیان و سنی‌ها خطرناک باشد.»

## دخالت آمریکا

### نبرد با القاعده
دولت آمریکا در یک سال گذشته حدود ۷۰ میلیون دلار کمک نظامی به یمن کرده است. تصور می‌رود آموزش سربازان یمنی و به‌کارگیری پهپاد و اطلاعات برای شناسایی اردوگاه‌های القاعده از جمله این کمک‌ها باشد. بخش عمده این کمک‌ها محرمانه است چون نه دولت آمریکا و نه دولت یمن می‌خواهد فعالیت‌های آمریکا باعث افزایش ناراضیان در این کشور شود.
بنابر گزارش‌ها باراک اوباما رئیس‌جمهور آمریکا با کمک کشورش در حمله نیروهای یمن به پیکارجویان القاعده در هفته سوم دسامبر موافقت کرده‌بود. مقامات آمریکا می‌گویند دولت یمن در حملات خود به پیکارجویان در پنجشنبه ۱۷ دسامبر، خواستار کمک نظامی و اطلاعاتی آمریکا شده‌بود. در تاریخ ۷ ژوئن همان سال، سازمان عفو بین‌الملل اعلام کرد آمریکا را به دلیل کشتن زنان و کودکان در حملات به پایگاه‌های القاعده مقصر می‌داند. در این حملات، تلفات غیرنظامیان بیشتر از تلفات شبه نظامیان بوده است به‌طوری‌که در کنار کشته شدن ۳۴ عضو القاعده، ۴۱ زن و کودک غیرنظامی نیز کشته شده‌اند.

### واکنش حوثی‌ها
نیروهای حوثی مدعی هستند که جنگنده‌های آمریکایی در ۱۴ دسامبر چندین نوبت مناطقی از استان صعده یمن، شرق شهر ضحیان و مناطق طخیه و یسنم را هدف حملات هوایی قرار دادند.
پس از ادعای حوثی‌ها مبنی بر بمباران مناطق شمالی یمن توسط جنگنده‌های آمریکایی و انتشار فیلم کشته‌شدگان آن حملات، دفتر عبدالملک حوثی طی بیانیه‌ای آمریکا را متهم کرد که در مسائل داخلی یمن دخالت می‌کند و در جنگ نابرابر دولت صنعا با شیعیان الحوثی دخالت دارد. در این بیانیه تأکید شده است: «دخالت واشینگتن در دشمنی بی‌دلیل علیه مردم یمن با شعار آزادی و دموکراسی و حقوق بشری که دولت آمریکا همواره مدعی آن است؛ در تناقض آشکار است.» در پایان این بیانیه آمده است که «شیعیان یمن در مقابله با دشمنی ظالمانه علیه آنان ایستادگی می‌کنند تا واقعیت برای کسانی که هنوز نمی‌دانند جنگ‌ها و کشتارهایی که از سال ۲۰۰۴ در کشور یمن آغاز شده در خدمت به طرح‌های آمریکا و صهیونیستها در منطقه بوده است و همچنین دروغ‌بودن این ادعا که شیعیان الحوثی گروهی شورشی هستند که از حمایت‌های خارجی برخوردارند، روشن شود.»
شبکه خبر ایران نیز در خبری اعلام کرد که در حمله بمب‌افکنهای آمریکا به مناطق مسکونی یمن که با سلاح‌های ممنوعه صورت گرفته، بیش از ۱۶۰ تن کشته و زخمی شدند.
عفو بین‌الملل نیز اعلام کرد که بنابر شواهد و مدارک موجود، در این حملات از موشک‌های کروز و بمب‌های خوشه‌ای ساخت آمریکا استفاده شده است.

## حضور القاعده در یمن
کشورهای غربی و عربستان سعودی نگرانند که به دلیل درگیری ارتش یمن با شیعیان شورشی این کشور در شمال و صعود جدایی طلبی در جنوب، القاعده بتواند با بهره‌برداری از این وضعیت دامنهٔ عملیات خود را در یمن گسترش دهد. از اینرو بود که کشورهای غربی فشار زیادی بر روی دولت یمن وارد آوردند که هر چه زودتر درگیری‌ها با حوثی‌ها را پایان دهد تا نیروهای القاعده نتوانند از مشغولیت نیرهای امنیتی یمن به واسطهٔ درگیری‌های فرسایشی جهت انجام عملیات‌های مورد نظر خود در خاک یمن بهره ببرند.

### تحرکات القاعده
در ۲۱ دسامبر ۲۰۰۹ عناصر القاعده در جریان یک تجمع ضدحکومتی در جنوب یمن به اهالی منطقه گفتند که آنان نه علیه ارتش یمن بلکه علیه آمریکا در جنگ هستند.

### تلفات
در عملیات هفتهٔ سوم دسامبر که در استان ابیان انجام شد، ۳۰ تن از افراد القاعده کشته شدند. این عملیات قربانیان غیرنظامی نیز به‌همراه داشت. بنا بر گفتهٔ منابع سیاسی و عشیره‌ای، ۴۹ نفر از جمله ۱۷ زن و کودک، در این حمله کشته شدند و در ۲۴ دسامبر ۲۰۰۹، ۳۴ تن از افراد مظنون به عضویت در شبکهٔ القاعده از جمله چند مسئول آن، در حملهٔ نیروی هوایی یمن در منطقهٔ شبوا، واقع در ۶۵۰ کیلومتری شرق صنعا، کشته شدند. چند سعودی و چند ایرانی نیز در میان کشته‌شدگان هستند. گفته می‌شود شرکت‌کنندگان در این نشست دربارهٔ انجام سوءقصدهایی علیه تأسیسات صنعتی یمن در واکنش به حملات ارتش در ۱۷ دسامبر، رایزنی می‌کرده‌اند.

### کمک الشباب به القاعده
در جریان راهپیمایی در ۱ ژانویه ۲۰۱۰ در حمایت از اسلام‌گرایان یمن (القاعده) که با دولت یمن می‌جنگند، در موگادیشو، سخنرانان گروه الشباب قول دادند که پیکارجویان را برای حمایت از اسلام‌گرایانی که با دولت یمن می‌جنگند به این کشور اعزام دارند. شیخ مختار روبو، مشهور به «ابومنصور»، یکی از رهبران گروه الشباب از نیروهای اسلام‌گرای یمن خواست که پایگاهی را برای استقرار پیکارجویان سومالیایی آماده کنند.

## آتش‌بس
مبارزان الحوثی با صدور بیانیه‌ای در ۲۵ ژانویه ۲۰۱۰ که در پی درخواست ابوبکر القربی، وزیر امور خارجه یمن برای توقف درگیری‌ها و آتش‌بس؛ اعلام کردند که در صورت توقف حملات عربستان علیه شهروندان یمنی، این گروه برای مذاکره با ریاض آمادگی دارد و تا زمانی که آنان حمله نکنند مبارزان الحوثی اقدامی نخواهند کرد. در بیانیه این گروه آمده بود: «ما همواره بر ضرورت جلوگیری از خون‌ریزی و بازگشت امنیت و ثبات به منطقه تأکید داشته‌ایم. اکنون نیز بار دیگر بر این امر تأکید و اعلام می‌کنیم که هرچه سریعتر باید حملات توجیه ناپذیر موجود، متوقف شود و برای حل و فصل اختلافات موجود به گفتگو و مذاکره روی آورد.» این بیانیه را عبدالملک حوثی، رهبر شبه نظامیان حوثی در یک نوار صوتی اعلام کرد. وی پیشنهاد آتش‌بس خود را که سومین پیشنهاد آتش‌بس دانست، اقدامی در راستای اعلام تمایل شبه‌نظامیان حوثی در به پایان خونریزی‌ها و تلاش در جهت متوقف ساختن حملات علیه غیرنظامیان توصیف کرد.
در پی انتشار این بیانیه مبارزان الحوثی برای نشان‌دادن حسن نیت خود در پیشنهاد صلح و پایان جنگ سه‌ماهه، از ۴۶ موقعیت جنگی در داخل خاک عربستان عقب‌نشینی کامل کردند.
در پی انتشار بیانیه حوثی‌ها، ابراهیم المالک، سخنگوی وزارت دفاع عربستان در ۲۷ ژانویه ۲۰۱۰ در واکنش به پیشنهاد آتش‌بس اعلام کرد: «این وزارتخانه پیشنهاد این گروه را مورد بررسی قرار می‌دهد.» همچنین امیر خالد بن سلطان در کنفرانس خبری در منطقه مرزی جازان گفت: «یکی از شرایط موافقت ریاض با آتش‌بس آن است که حوثی‌ها متعهد شوند هیچ تک‌تیراندازی در نزدیکی مرزهای یمن با عربستان وجود نداشته باشد و حوثی‌ها همچنان که عربستان قبلاً نیز خواسته است، ده‌ها کیلومتر عقب‌نشینی کنند و ۶ اسیر سعودی را نیز بازگردانند.»
با این حال دفتر اطلاع‌رسانی عبدالمالک حوثی در ۸ فوریه ۲۰۱۰ طی بیانیه‌ای اعلام کرد ارتش عربستان ۳۳۲ حمله موشکی و ۵ حمله هوایی علیه مواضع شیعیان انجام داده که در این حملات چند غیرنظامی شامل چند کودک کشته شده‌اند.
الحوثی، رهبر شورشیان زیدی، در پاسخ خود به دولت پذیرفته است که نیروهایش را از مناطق مرزی یمن و عربستان خارج سازد و این مناطق را به دولت بسپارد. همچنین جاده صعده به آل عقاب و المهاذر به آل عمار تا منطقه حرف سفیان استان عمران باز شد و موانع این جاده توسط حوثی‌ها برچیده شد.

## تبادل اسرا
محمد عبدالسلام، سخنگوی حوثی‌ها اعلام کرد که این گروه یحیی عبدالله الخزاعی، اولین اسیر سعودی را آزاد و به کمیته میانجی در شهر صعده تحویل داده. وی در ادامه از طرف سعودی خواست که به اتمام قرارداد تبادل اسرا به عنوان یکی از ۶ شرط مطرح شده دولت یمن برای توقف درگیری روی بیاورد.
مبارزان حوثی در تاریخ ۱۶ مارس ۲۰۱۰، ۱۷۸ سرباز، نیروی امنیتی و شهروند را که در طی جنگ ۲۰۰۹ تا ۲۰۱۰ اسیر کرده بود، آزاد کرد.

## خسارات و تلفات جنگ
براساس گزارش اداره هماهنگی کمک‌های انسان‌دوستانه سازمان ملل متحد، حملات نظامی به شمال یمن، ۱٫۶۰۰٬۰۰۰ نفر را گرفتار کرده است. بسیاری از مردم مناطق شمالی آواره شده‌اند و خطر گرسنگی و بیماری‌های واگیر آنان را تهدید می‌کند.
در همین باره، شبکه الجزیره در گزارشی گفت: یمن در حالی به استقبال ماه رمضان رفت که صد هزار نفر از مردم این کشور در چند ماه اخیر، به دلیل نبردهای سنگین در منطقه صعده میان نیروهای دولتی یمن با شیعیان معترض حوثی، از شهر و دیار خود آواره شدند. این درحالی است که یونیسف و چندین سازمان امدادی دیگر، نگرانی شدید خود را نسبت به وضعیت وخیم در شمال یمن ابراز داشتند.
در این میان، خبرگزاری رویترز در گزارشی از صنعا، پایتخت یمن از کشته شدن ۱۱ تن از شورشیان شیعهٔ زیدی در روز پنجشنبه (۳۱ دسامبر ۲۰۰۹) در یمن در نبرد با نیروهای دولتی خبر داد.
آندری مهچیچ از سخنگویان کمیساریای عالی پناهندگان سازمان ملل گفت: «برآورد می‌کنیم نزدیک‌به ۲۰۰٬۰۰۰ غیرنظامی یمنی از زمان آغاز درگیری‌ها در این کشور آواره و بی‌خانمان شده باشند.

## واکنش‌ها
- سران شش کشور عضو شورای همکاری خلیج فارس، در نشستی که ۱۴ دسامبر ۲۰۰۹ در کویت برپا کردند، حمایت خود را از سرکوب «شیعیان شورشی و زیدی یمن» توسط ارتش عربستان اعلام کردند.[۷۲]
- سازمان همکاری اسلامی، از ساخت یک بیمارستان ۲۰ تخت‌خوابی و یک مدرسه در منطقه المزرق، برای آوارگان جنگ ششم صعده خبر داد.[۷۱]
- صافی گلپایگانی، با ارسال نامه سرگشاده‌ای به رئیس و اعضای سازمان همکاری اسلامی، خواستار اقدام جدی جهت جلوگیری از کشتار شیعیان مظلوم یمن شدند.[۷۳]
- مکارم شیرازی ضمن صدور پیامی به مناسبت کشتار شیعیان یمن بیان داشت: همه مسلمین آگاه باید زبان به اعتراض بگشایند و مجامع بین‌المللی را تحت فشار قرار دهند.[۷۴]
- ۵ اتحادیه دانشجویی ایران (بسیج دانشجویی، دفتر تحکیم وحدت، اتحادیه انجمن‌های اسلامی، جنبش عدالت‌خواه دانشجویی، جامعه اسلامی دانشجویان)، در ۲۷ آبان، با صدور بیانیه مشترکی ضمن محکوم‌کردن حملات آل سعود و دولت یمن علیه شیعیان، از دستگاه دیپلماسی کشور واکنش عملی سریع در این رابطه را خواستار شدند.[۷۵] دانشجویان از اتحادیه‌های جنبش عدالت‌خواه دانشجویی، بسیج دانشجویی و جنبش دانشجویان جهان اسلام از روز ۲ آذر تحصن خود را روبروی وزارت امور خارجه، در اعتراض به عدم واکنش لازم از سوی جمهوری اسلامی آغاز کردند. بنا به گفته دانشجویان این تحصن تا ۳ روز ادامه خواهد داشت. دانشجویان خواهان پاسخگوئی به مطالبات خود هستند.[۷۶]
- ۳ آذر، جمعی از دانشجویان، در برابر سفارت یمن در تهران تجمع کردند. این تجمع با پرتاب چندین کوکتل مولوتوف به سمت ساختمان سفارت همراه بود. دانشجویان با انتشار بیانیه‌ای به تجمع خود پایان دادند. در این بیانیه ضمن محکوم‌کردن جنایات دولت یمن به خباثت آل سعود اشاره شده است.[۷۷] دانشجویان همچنین خواستار تعطیلی سفارت یمن در تهران و اخراج سفیر این کشور از ایران شدند.[۷۸]
- محمدحسن اختری، دبیرکل وقت مجمع جهانی اهل بیت، ضمن محکوم‌کردن کشتار شیعیان یمن توسط سعودی‌ها بیان داشت که کشورهایی همچون عربستان و آمریکا حق تجاوز به امور داخلی کشورهای دیگر را ندارند. وی ضمن ضدبشری خواندن وقایع یمن گفت: «جوامع بین‌المللی چون سازمان ملل نباید در مقابل کشتار شیعیان یمن سکوت کنند.» وی همچنین به لزوم واکنش سریع «مجامع به ظاهر مدافع حقوق بشر» اشاره کرد.[۷۹]
- کواکبیان، نماینده مجلس وقت سمنان، در تذکری آیین‌نامه‌ای از وزارت امور خارجه خواست نسبت به کشتار شیعیان یمن واکنش مناسب داشته باشد.[۸۰]
- منوچهر متکی، وزیر امورخارجه وقت ایران، در ۱۹ آبان ۱۳۸۸ در پاسخ به سؤال خبرنگاری بیان کرد که برخوردهای سرکوبگرانه با مردم تبعات نامناسبی دربردارد. ضمن آن به کشورهای منطقه و همسایگان جهت دخالت در امور داخلی یمن هشدار داد. وی اعلام کرد که به «دوستان یمنی» در این بابت از سوی دولت تذکر داده شده است.[۸۱]
- شورای هماهنگی تبلیغات اسلامی، روز ۲۶ آبان ۱۳۸۸ ضمن صدور بیانیه‌ای با محکوم‌کردن حملات وحشیانه و بی‌رحمانه نظامیان سعودی و یمنی به شیعیان بی‌گناه و بی دفاع صعده آن را اقدامی نامشروع و ضدبشری در راستای سیاست‌های خصمانه استکبار جهانی و نتیجهٔ تبانی کشورهای غربی و عربی دانست. همچنین به دست‌داشتن دولت‌های عربستان و اردن در این حوادث اشاره و آن را با حمایت مستقیم آمریکا دانست. سازمان تبلیغات به سکوت جهان در این قبال انتقاد کرد.[۸۲]
- محمود احمدی‌نژاد، در تاریخ ۲۳ دی ۱۳۸۸ و در طی سفر استانی به اهواز عنوان کرد: «انتظار این بود که مقامات عربستان در دعوای خانوادگی یمن نقش پدری و برادر بزرگتری داشته باشند و در یمن بین برادران صلح و دوستی ایجاد کنند؛ نه اینکه خودشان وارد جنگ شوند و توپ‌ها، بمب‌ها و مسلسل‌ها را بر ضد مسلمانان بکار اندازند.»[۸۳]
- طلاب و اساتید حوزه علمیه جامعةالزهرا، با صدور بیانیه‌ای، سکوت مجامع اسلامی در برابر نسل‌کشی شیعیان یمن را محکوم کرد و سکوت سؤال‌برانگیز مجامع اسلامی در برابر نقشه شوم استکبار جهانی و صهیونیسم بین‌الملل را رد کرد. همچنین آمادگی خود را برای دفاع از مظلومین و به‌ویژه شیعیان یمن اعلام کرده‌اند.[۸۴]
- در ژوئن ۲۰۰۸، ۲۲ مفتی وهابی در کشور عربستان سعودی اعلامیه‌ای که صادر کردند که در طی آن شیعیان یمن را متهم کردند که همچون حزب‌الله در لبنان، قصد دارند بر سرزمین‌های سنی‌نشین سیطره یابند.[۸۵]
- در دسامبر ۲۰۰۹ و هم‌زمان با اوج‌گیری درگیری‌ها در یمن، عبدالعزیز آل شیخ، رئیس هیئت عالی علمای عربستان سعودی در پاسخ به استفتای شماری از سربازان ارتش عربستان دربارهٔ ضرورت حمله به حوثی‌ها در یمن، ساکنان صعده را گمراهانی دانست که باید کشته شوند.[۸۶]
- وزیر امور خارجه عربستان سعودی، هر گونه حمله از جانب ارتش سعودی به مبارزان حوثی را رد کرد و اظهارات محمود احمدی‌نژاد مبنی بر دخالت عربستان در جنگ مستقیم با حوثی‌ها را تکذیب کرد و ادعا کرد: «احمدی‌نژاد از جانب خودش سخن می‌گوید، من تا به حال از هیچ منبعی نشنیدم که بگوید عربستان سعودی در حال جنگ با شورشیان حوثی است، حتی خود حوثی‌ها هم این را نمی‌گویند، پس ایران چطور چنین ادعائی می‌کند؟ این ایران است که دارد در امور داخلی یمن دخالت می‌کند.»[۸۷]
- از آغاز اوج‌گیری درگیری‌ها در یمن در نوامبر ۲۰۰۹، امارات متحده عربی چندین فروند هواپیما حامل کمک‌های بشردوستانه برای مردم مناطق جنگ‌زده یمن ارسال کرد.[نیازمند منبع]
- علی عبدالله صالح، رئیس‌جمهور وقت یمن، در پیامی که به مناسبت آغاز سال نو میلادی فرستاد از شورشیان شیعهٔ زیدی در شمال و جدائی خواهان جنوب این کشور خواست سلاح‌های خود را بر زمین بگذارند. رئیس‌جمهوری یمن در این پیام بر آمادگی خود برای فشردن دست کسانی که به فراخوان او به صلح و آشتی پاسخ دهند تأکید کرد.[۷۰]
- شماری از روحانیون یمن، در ۲۵ دی ۱۳۸۸ علیه هر متجاوز یا اشغالگر خارجی فتوای جهاد صادر کردند. آنان همچنین کشتن غیرنظامیان بی‌گناه را حرام اعلام کردند. این علمای یمنی همچنین تأکید کردند با برپایی هرگونه پایگاه نظامی خارجی در خاک یمن و قلمرو دریایی این کشور مخالفند.[۸۸]